# 20282 Hedberg
A 20282 Hedberg (ideiglenes jelöléssel 1998 FT51) a Naprendszer kisbolygóövében található aszteroida. A LINEAR projekt keretében fedezték fel 1998. március 20-án.